# WASH THE LIVEHOUSE '09@Zepp Tokyo
『WASH THE LIVEHOUSE '09@Zepp Tokyo』（ウォッシュ・ザ・ライブハウス　'09 アット ゼップ・トーキョー）は、チャットモンチーの5作目のDVD作品。初回仕様：スーパージュエルケース&スリーブケース。

## 概要
3rdアルバム「告白」発売後に行われたツアー「チャットモンチー2009 “いま一度ライブハウスを洗濯し申すツアー”」のファイナル公演、2009年7月5日にZepp Tokyoにて行われたライブの模様を、MCを含め完全収録。
ライブ本編の前後には当日の楽屋風景も収録するほか、チャットモンチーとしては初の試みとして個々のプレイを追えるマルチアングル映像（一部の楽曲のみ）も収録している。

## 収録曲
- 曲名の後に（※）がついているものは3分割マルチアングル映像楽曲である。

1. Before the Show
2. 風吹けば恋
3. とび魚のバタフライ
4. 長い目で見て
5. 真夜中遊園地（※）
6. シャングリラ（※）
7. 一等星になれなかった君へ
8. どなる、でんわ、どしゃぶり（※）
9. あいまいな感情
10. ハイビスカスは冬に咲く
11. ツマサキ
12. MC
13. 8cmのピンヒール（※）
14. CAT WALK
15. 染まるよ
16. 余談
17. やさしさ
18. Last Love Letter（※）
19. 恋愛スピリッツ
20. 恋の煙
21. ハナノユメ
22. 写真撮影
23. After the Show